# Hans Christophersen Hiort
 Der er for få eller ingen kildehenvisninger i denne artikel, hvilket er et problem. Du kan hjælpe ved at angive troværdige kilder til de påstande, som fremføres i artiklen.

Hans Christophersen Hiort (ca. 1630 – juni 1692 i Fana, Bergen) var en dansk-norsk godsejer.
Hiort var assistensråd og landkommissarius nordenfjelds i Norge. Fra 1681 til 1691 ejede han Stend og fik den ophøjet til adelig sædegård. Han lå 1684 i strid med borgmester Laurids Sørensen om nogle markskel. Han døde som justitsråd. Den 8. april 1682 blev han adlet.
Han var gift tre gange:
1. Else Nielsdatter Harboe (ca. 1640-1697), datter af Niels Pedersen Harboe (ca. 1600-1651) og Cecilie Madsdatter van der Huus (ca. 1610-?)
2. Abel Cathrine Sahn
3. Anna Maria Heidemann (ca. 1650-?)

Hiort havde to døtre: Abel Cathrine Hiort, som var gift med Peder Montagne Lillienschiold (ca 1667-1725) og Veronica Elisabeth Hiort, som var gift med lagmand Niels Tygesen Knag, adlet Knagenhielm.